# تینگسرید
تینگسرید (به سوئدی: Tingsryd) یک منطقهٔ مسکونی در سوئد است که در بخش تینگسرید واقع شده‌است. تینگسرید ۳٫۵۴ کیلومتر مربع مساحت و ۳٬۰۳۷ نفر جمعیت دارد.